# 스타드 드 랭스
스타드 드 랭스(Stade de Reims) 또는 스타드 랭스(Stade Reims)는 랭스를 연고로 하는 프랑스의 축구 클럽이다. 1910년에 Société Sportive du Parc Pommery라는 이름으로 창단됐고 프랑스의 프로 1부 리그인 리그 1에 참가하고 있다. 랭스는 연고지내 오래된 경기장을 보수한 스타드 오귀스트 들론을 홈경기장으로 사용한다.
랭스는 리그 1 6회 우승, 쿠프 드 프랑스 2회 우승, 트로페 데 샹피옹 5회 우승을 지닌 프랑스 내 가장 성공적인 클럽 중 하나이다. 또한 유럽 대항전 무대에서도 1956년, 1959년의 유러피언컵 준결승과 1953년 라틴컵 우승, 1977년 코파 델레 알피 우승을 거두며, 준수한 성적을 거뒀다. 그러나 1980년대 이래 정점을 찍은 이후 내리막이 시작됐다.

## 성적

### 프랑스 국내 대회
- 리그 1: 우승 6회 (1949, 1953, 1955, 1958, 1960, 1962)
- 리그 2: 우승 2회 (1966, 2018)
- 샹피오나 나시오날: 우승 1회 (2004)
- 샹피오나 드 프랑스 아마퇴르: 우승 1회 (1935)
- 쿠프 드 프랑스: 우승 2회 (1950, 1958), 준우승 1회 (1977)
- 트로페 데 샹피옹: 우승 5회 (1949, 1955, 1958, 1960, 1966), 준우승 1회 (1962)

### 유럽 대회
- 유러피언 컵: 준우승 2회 (1956, 1959)
- 라틴컵: 우승 1회 (1953), 준우승 1회 (1955)
- 코파 델레 알피: 우승 1회 (1977)

## 선수 명단

### 현역
참고: FIFA 자격 규정에 따라 소속된 국가대표팀 국기를 표시합니다. 선수는 복수의 FIFA 비회원국 국적을 가지고 있을 수 있습니다.
| 번호 | 포지션 | 국적     | 이름                  |
| ---- | ------ | -------- | --------------------- |
| 7    | FW     |          | 이토 준야             |
| 19   | MF     |          | 가브리에우 모스카르두 |
| 23   | DF     | 포르투갈 | 아우렐리우 부타       |

| 번호 | 포지션 | 국적 | 이름 |
| ---- | ------ | ---- | ---- |

## 역대 감독
| 감독                       | 임기        |
| -------------------------- | ----------- |
| 윌리엄 에이켄              | 1934 ~ 1936 |
| 알베르 바토                | 1950 ~ 1963 |
| 미셸 르블롱                | 1975        |
| 카를로스 비안치            | 1985 ~ 1988 |
| 오스카르 가르시아 후니엔트 | 2021 ~ 2022 |